# Sarron
Sarron è un comune francese di 115 abitanti nel dipartimento delle Landes, regione della Nuova Aquitania.

## Società

### Evoluzione demografica
Abitanti censiti